# Catillaria nigroisidiata
Catillaria nigroisidiata är en lavart som beskrevs av van den Boom. Catillaria nigroisidiata ingår i släktet Catillaria och familjen Catillariaceae.   Inga underarter finns listade i Catalogue of Life.